# Lúcar
Lúcar este o municipalitate din provincia Almería, Andaluzia, Spania, cu o populație de 786 locuitori.